# Campionati mondiali di pentathlon moderno 2015
I campionati mondiali di pentathlon moderno 2015 si sono svolti dal 28 giugno al 6 luglio 2015 a Berlino, in Germania.

## Medagliere
| Pos.   | Paese         | Oro | Argento | Bronzo | Totale |
| ------ | ------------- | --- | ------- | ------ | ------ |
| 1      | Germania      | 2   | 1       | 0      | 3      |
| 2      | Cina          | 1   | 1       | 0      | 2      |
| 3      | Polonia       | 1   | 0       | 3      | 4      |
| 4      | Ucraina       | 1   | 0       | 1      | 2      |
| 5      | Corea del Sud | 1   | 0       | 0      | 2      |
| 5      | Rep. Ceca     | 1   | 0       | 0      | 1      |
| 7      | Russia        | 0   | 4       | 0      | 4      |
| 8      | Lituania      | 0   | 1       | 0      | 1      |
| 9      | Brasile       | 0   | 0       | 1      | 1      |
| 9      | Ungheria      | 0   | 0       | 1      | 1      |
| 9      | Stati Uniti   | 0   | 0       | 1      | 1      |
| Totale | Totale        | 7   | 7       | 7      | 21     |

## Podi

### Maschili
| Evento      | Oro                                                  | Argento                                          | Bronzo                                                        |
| Individuale | Pavlo Tymoščenko                                     | Aleksandr Lesun                                  | Andrij Fedečko                                                |
| A squadre   | Corea del Sud Lee Woo-jin Jun Woong-tae Jung Jin-hwa | Russia Maksim Kustov Aleksandr Lesun Ilia Frolov | Polonia Michal Gralewski Jaroslaw Swiderski Sebastian Stasiak |
| Staffetta   | Germania Marvin Faly Dogue Alexander Nobis           | Russia Alexander Kukarin Kirill Belyakov         | Polonia Szymon Staśkiewicz Jaroslaw Swiderski                 |

### Femminili
| Evento      | Oro                                                            | Argento                                                | Bronzo                                                    |
| Individuale | Lena Schöneborn                                                | Chen Qian                                              | Yane Marques                                              |
| A squadre   | Polonia Anna Maliszewska Aleksandra Skarzynska Oktawia Nowacka | Germania Annika Schleu Lena Schöneborn Janine Kohlmann | Ungheria Sarolta Kovács Zsófia Földházi Tamara Alekszejev |
| Staffetta   | Cina Chen Qian Liang Wanxia                                    | Lituania Lina Batuleviciute Ieva Serapinaite           | Polonia Aleksandra Skarzynska Oktawia Nowacka             |

### Misti
| Evento    | Oro                               | Argento                          | Bronzo                                        |
| Staffetta | Rep. Ceca Jan Kuf Natalie Dianová | Russia Anna Burjak Maksim Kustov | Stati Uniti Nathan Schrimsher Margaux Isaksen |